# Ipresià
| Període                                       | Època    | Estatge      | Edat (Ma)    | Edat (Ma)    |
| --------------------------------------------- | -------- | ------------ | ------------ | ------------ |
| Neogen                                        | Miocè    | Aquitanià    | (més recent) | (més recent) |
| Paleogen                                      | Oligocè  | Catià        | 27,82        | 27,82        |
| Paleogen                                      | Oligocè  | Rupelià      | 33,9         | 33,9         |
| Paleogen                                      | Eocè     | Priabonià    | 37,2         | 37,2         |
| Paleogen                                      | Eocè     | Bartonià     | 40,4         | 40,4         |
| Paleogen                                      | Eocè     | Lutecià      | 48,6         | 48,6         |
| Paleogen                                      | Eocè     | Ipresià      | 55,8         | 55,8         |
| Paleogen                                      | Paleocè  | Thanetià     | 58,7         | 58,7         |
| Paleogen                                      | Paleocè  | Selandià     | 61,6         | 61,6         |
| Paleogen                                      | Paleocè  | Danià        | 66,0         | 66,0         |
| Cretaci                                       | Superior | Maastrichtià | (més antic)  | (més antic)  |
| Comissió Internacional d'Estratigrafia (2023) |          |              |              |              |

L'Ipresià o Ypresià és un estatge faunístic de l'Eocè. Començà fa 55,8 ± 0,2 milions d'anys amb l'inici del màxim tèrmic del Paleocè-Eocè, un període de ràpid i intens escalfament global que provocà l'extinció de nombrosos foraminífers bentònics, però que coincidí amb un episodi de gran evolució i radiació dels mamífers. Estratigràficament, el seu inici queda marcat per la base d'una excursió negativa d'isòtops de carboni. El seu final queda marcat per foraminífers planctònics i l'aparició inferior del gènere Hantkenina. S'acabà fa 48,6 ± 0,2 milions d'anys i deu el seu nom a l'ortografia antiga de la ciutat d'Ieper, Yper, a Bèlgica.

## Fauna
- Leptictidium[4]
- Miacis
- Teilhardina
- Teleolophus

Els primers xenartres aparegueren durant l'Ipresià.